# Округ Ибервил (Луизијана)
Ибервил (енгл. Iberville Parish) је округ у америчкој савезној држави Луизијана.

## Демографија
По попису из 2010. године број становника је 33.387, што је 67 (0,2%) становника више него 2000. године.
| Група             | 2000.          | 2010.          |
| Белци             | 16.202 (48,6%) | 15.987 (47,9%) |
| Афроамериканци    | 16.560 (49,7%) | 16.454 (49,3%) |
| Азијати           | 86 (0,3%)      | 104 (0,3%)     |
| Хиспаноамериканци | 343 (1,0%)     | 664 (2,0%)     |
| Укупно            | 33.320         | 33.387         |